# Château Antoine

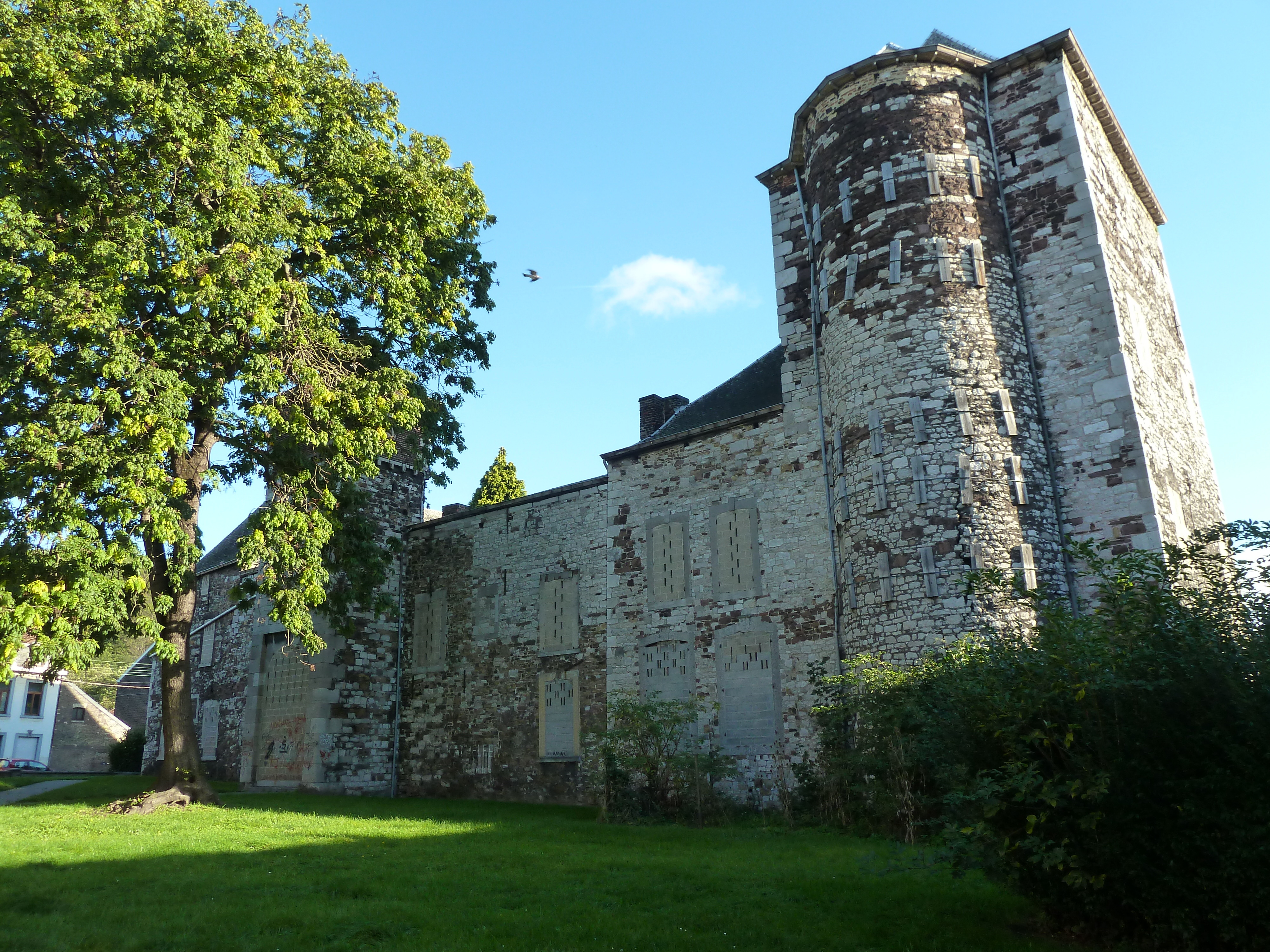
Château Antoine

Le château Antoine est un château de Jemeppe-sur-Meuse, situé dans un parc de la rue A. de Borré 11.

## Description
Le château se compose d'un donjon du XIIIe siècle et d'une ferme castrale du XVIIe siècle, dont les bâtiments sont regroupés en forme de U. L'ensemble était autrefois entouré de douves alimentées par le ruisseau de Hollogne. Cependant, toutes les eaux ont aujourd'hui disparu.
Le donjon, situé au sud du bâtiment et également appelé Tour Antoine, est érigé par le chevalier Antoine de Jemeppe entre 1295 et 1298. Construit en moellons de grès houiller et de grès, il s'élève sur quatre étages et atteint une hauteur de 17,2 mètres. Des tours d'escalier se trouvent de part et d'autre de ce donjon.
Le complexe en forme de U de la ferme castrale a été construit en 1730 pour la famille Reepen, à partir d'un petit manoir datant probablement du 17ème siècle. Autrefois, il était accessible par un porche d'entrée de trois étages. Ce complexe est construit en briques, avec des encadrements de fenêtres en pierre naturelle.
Le complexe en forme de U de la ferme du château a été construit en 1730 pour la famille Reepen, sur la base d'une petite maison de campagne datant probablement du XVIIe siècle. Auparavant, on y accédait par une guérite de trois étages. Ce complexe est en brique, avec des encadrements de fenêtres en pierre naturelle.

## État actuel et projets de restauration
Le château est en mauvais état ; il est fermé depuis les années 1980. Il est prévu de lancer une restauration en 2018. Les coûts sont estimés à 7 millions d'euros.